# أنتون يانسن
انتون يانسن (بالهولندية: Anton Janssen)‏ (10 أغسطس 1963 بتيل في هولندا - ) هو مدرب كرة قدم ولاعب كرة قدم هولندي في مركز الوسط. لعب مع إن إي سي نيميخن ونادي آيندهوفن ونادي كورتريك وفورتونا سيتارد.

## روابط خارجية
- انتون يانسن على موقع الاتحاد الأوربي (الإنجليزية)
- انتون يانسن على موقع قاعدة بيانات كرة القدم.إي يو (الإنجليزية)